# 勐嘎区
勐嘎区，是缅甸佤邦勐波县下辖的一个区。

## 地理
勐嘎区位于勐波县中南部，东接勐平区，北接贺岛区和勐波区，西接南排区，西南接勐宁区，东南接缅甸中央政府控制区景栋县孟卡镇区。

## 行政区划
勐嘎区下辖5乡：
- 勐嘎乡（Eung' Meung' Ka）
- 芒孔乡
- 邦糯乡（邦诺乡）：永嘎村[2]
- 邦飘乡
- 和平乡

其中，和平乡属于佤邦和缅甸政府共同管理的“双管区”。